# Dyskografia Minutemen
Artykuł przedstawia dyskografię zespołu Minutemen.

## Albumy studyjne
| Rok  | Tytuł |
| ---- | --- |
| 1981 | The Punch Line - Debiutancki album - Wytwórnia: SST Records (#SST 004/SST C004) - Wydany: listopad 1981 - Format: winyl, kaseta                                                                         |
| 1983 | What Makes a Man Start Fires? - Wytwórnia: SST Records (#SST 014) - Wydany: styczeń 1983 - Format: winyl 12"                                                                                            |
| 1984 | Double Nickels on the Dime - Wytwórnia: SST Records (#SST 028) - Wydany: lipiec 1984 - Format: winyl (x2), kaseta - Wydany ponownie na płycie kompaktowej przez SST w 1987 (#CD 028) i 1990 (#CDEX 028) |
| 1985 | 3-Way Tie (For Last) - Wytwórnia: SST Records (#SST 058/SST C058) - Wydany: grudzień 1985 - Format: winyl, kaseta                                                                                       |

## Albumy koncertowe
| Rok  | Tytuł | Nagrany                         | Uwagi                                                                              |
| ---- | --- | ------------------------------- | ---------------------------------------------------------------------------------- |
| 1986 | Ballot Result - Wytwórnia: SST Records (#SST 068) - Wydany: December 1986 - Format: 12" vinyl (x2) - Wydany ponownie przez SST w 1987 na CD (#SST CD 068) | wrzesień 1980—30 listopada 1985 | Wszystkie wykonania koncertowe utworów Minutemen wybrane w głosowaniu wśród fanów. |

## EP
| Rok  | Tytuł | Uwagi                                                                                   |
| ---- | --- | --------------------------------------------------------------------------------------- |
| 1980 | Paranoid Time - Wytwórnia: SST Records (#SST 002) - Wydany: grudzień 1980 - Format: 7" winyl - Format: 3" CD - Wydany ponownie przez SSt w 1985 na 10" winylu (#SST 917)                | Debiutanckie wydanie.                                                                   |
| 1981 | Joy - Wytwórnia: New Alliance Records (#NAR 003) - Wydany: August 1981 - Format: 7" vinyl - Format: 3" cd - Wydany ponownie przez SST 1988 na CD (#SST CD 214)                          |                                                                                         |
| 1982 | Bean-Spill - Wytwórnia: Thermidor Records (#T 08) - Wydany: 1982 - Format: 7" winyl |                                                                                         |
| 1983 | Buzz or Howl Under the Influence of Heat - Wytwórnia: SST Records (#SST 016) - Wydany: listopad 1983 - Format: 12" winyl, kaseta - Wydany ponownie przez SST w 1991 na CD (#SST CD 016) |                                                                                         |
| 1984 | Tour-Spiel - Wytwórnia: Reflex Records (#Reflex L) - Wydany: kwiecień 1984 - Format: 7" winyl                                                                                           | Zawiera cztery piosenki nagrane w nowych wersjach.                                      |
| 1985 | Project: Mersh - Wytwórnia: SST Records (#SST 034) - Wydany: czerwiec 1985 - Format: 12" winyl - Wydany ponownie przez SST w marcu 1992 na CD (#SST CD 034)                             |                                                                                         |
| 1986 | Minuteflag - Wytwórnia: SST Records (#SST 050) - Wydany: wiosna 1986 - Format: 12" winyl                                                                                                | Efekt współpracy z członkami Black Flag.                                                |
| 1993 | Georgeless - Wytwórnia: Forced Exposure (#FE 30) - Wydany: 1993 - Format: 7" vinyl | Nagranie zawiera koncert z marca 1980. W charakterze perkusisty występuje Frank Tonche. |

## Kompilacje
| Rok  | Tytuł | Uwagi |
| ---- | --- | --- |
| 1984 | The Politics of Time - Wytwórnia: New Alliance Records (#NAR 017) - Wydany: wiosna 1984 - Format: 12" winyl, kaseta - Wydany ponownie na CD przez SST Records w 1991 (#SST 227) | Features seven songs meant for a non-SST album, a number of live tracks, and a Reactionaries song.                |
| 1985 | My First Bells - Wytwórnia: SST Records (#SST 032) - Wydany: 1985 - Format: kaseta                                                                                              | |
| 1987 | Post-Mersh Vol. 1 - Wytwórnia: SST Records (#SST CD 138) - Wydany: grudzień 1987 - Format: CD                                                                                   | Połączenie The Punch Line i What Makes a Man Start Fires? na jednej CD.                                           |
| 1988 | Post-Mersh Vol. 2 - Wytwórnia: SST Records (#SST CD 139) - Wydany: wrzesień 1988 - Format: CD                                                                                   | Połączenie dwóch mini albumów: Buzz or Howl Under the Influence of Heat i Project: Mersh na jednej CD.            |
| 1989 | Post-Mersh Vol. 3 - Wytwórnia: SST Records (#SST CD 165) - Wydany: grudzień 1989 - Format: CD                                                                                   | Połączenie pięciu mini albumów: (Paranoid Time, Joy, Bean-Spill, The Politics of Time i Tour-Spiel) na jednej CD. |
| 1998 | Introducing the Minutemen - Wytwórnia: SST Records (#SST CD 363) - Wydany: 28 lipca 1998 - Format: CD                                                                           | |

## Soundtracki
| Rok  | Wideo                  | Utwór | Uwagi                                                                                |
| ---- | ---------------------- | --- | ------------------------------------------------------------------------------------ |
| 1989 | Streets on Fire        | "Paranoid Chant", "I Felt Like A Gringo"                                                                             | Soundtrack do wideo związanych ze skateboardingiem.                                  |
| 1989 | Savannah Slamma III    | "Dream Told By Moto", "Cut", "I Felt Like A Gringo"                                                                  | Soundtrack do wideo związanych ze skateboardingiem.                                  |
| 1995 | 5 Prime                | "Little Man With A Gun In His Hand"                                                                                  | Soundtrack do wideo związanych ze skateboardingiem.                                  |
| 1998 | Strip Mall Heroes      | "Little Man With A Gun In His Hand"                                                                                  | Soundtrack do wideo związanych ze skateboardingiem.                                  |
| 1999 | Magic                  | "Anxious Mofo" | Soundtrack do wideo związanych ze skateboardingiem.                                  |
| 2003 | Jackass: Świry w akcji | "Corona" | Soundtrack do filmu. "Corona" pojawiła się również w programie telewizyjnym Jackass. |
| 2004 | Levelland              | "Little Man With A Gun In His Hand", "Shit From An Old Notebook", "This Ain't No Picnic", "History Lesson – Part II" | Soundtrack do filmu.                                                                 |

## Wydania promocyjne
| Rok  | Tytuł                                                                                          | Uwagi |
| ---- | ---------------------------------------------------------------------------------------------- | --- |
| 1984 | Wheels of Fortune - Wytwórnia: SST Records (#PSST E28) - Wydany: lato 1984 - Format: 12" winyl | Mix siedmiu utworów z Double Nickels on the Dime.                                                                                               |
| 1985 | "Courage" - Wytwórnial: SST Records (#PSST E58) - Wydany: wiosna 1985 - Format: 7" winyl       | Z zapowiadanego wówczas czwartego albumu studyjnego – 3 Way-Tie (For Last), singel zawiera trzy utwory: "Courage", "What Is It?" and "Stories". |

## Teledyski
| Rok  | Tytuł                      | Reżyser                                                  | Album                      |
| ---- | -------------------------- | -------------------------------------------------------- | -------------------------- |
| 1984 | "Ain't Talkin' 'Bout Love" | (SST – wideo promocyjne, zawiera urywki koncertów grupy) | Double Nickels on the Dime |
| 1984 | "This Ain't No Picnic"     | Randall Jahnson                                          | Double Nickels on the Dime |
| 1985 | "King Of The Hill"         | Randall Jahnson                                          | Project: Mersh             |
| 1985 | "Ack Ack Ack"              | John Talley-Jones                                        | 3-Way Tie (For Last)       |

## DVD
| Rok  | DVD | Uwagi |
| ---- | --- | --- |
| 2006 | We Jam Econo – The Story of the Minutemen - Dystrybutor: Plexifilm (Stany Zjednoczone) - Wydany: czerwiec 2006 (We Jam Econo pojawiło się w teatrach w lutym 2005) - Format: DVD x2 (#PLEXI028-1) | Wydanie dwupłytowe. Zawiera film We Jam Econo, wszystkie teledyski Minutemen i wcześniej niepublikowane wywiady i sceny na pierwszej płycie, a także kilka koncertów na drugiej. |